# Samuel Patten

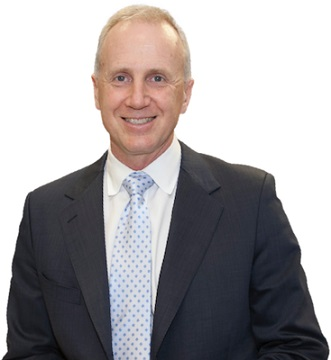
Samuel Patten 2016

Samuel „Sam“ Patten (* 23. Mai 1963 in Melbourne) ist ein ehemaliger australischer Ruderer. 1984 gewann er die olympische Bronzemedaille mit dem australischen Achter.

## Sportliche Karriere
Der 1,94 m große Samuel Patten belegte bei den Junioren-Weltmeisterschaften 1981 den vierten Platz mit dem Vierer mit Steuermann.
1983 war Patten Mitglied des australischen Achters. Der Achter ruderte in der Besetzung Samuel Patten, Bruce Keynes, Ian Edmunds, David Doyle, James Battersby, Timothy Willoughby, Ion Popa, John Quigley und Steuermann Gavin Thredgold und gewann bei den Weltmeisterschaften in Duisburg die Bronzemedaille hinter den Booten aus Neuseeland und aus der DDR.
1984 bei den Olympischen Spielen in Los Angeles trat der australische Achter mit Craig Muller, Clyde Hefer, Samuel Patten, Timothy Willoughby, Ian Edmunds, James Battersby, Ion Popa, Stephen Evans und Gavin Thredgold an und gewann Bronze hinter den Booten aus Kanada und aus den Vereinigten Staaten.
Drei Jahre später ruderte der australische Achter bei den Weltmeisterschaften 1987 in Kopenhagen in der Besetzung Samuel Patten, Malcolm Batten, Hamish McGlashan, Mike McKay, Andrew Cooper, James Tomkins, Mark Doyle, Stephen Evans und Dale Caterson. Hinter den Booten aus den Vereinigten Staaten, Deutschland und Italien belegten die Australier den vierten Platz, nur 0,36 Sekunden hinter den Italienern.
Bei den Olympischen Spielen 1988 in Seoul bildeten Samuel Patten und Malcolm Batten einen Zweier ohne Steuermann. Nach einem vierten Platz im Vorlauf schieden die beiden als Vierte des Hoffnungslaufs aus.
Bei den Weltmeisterschaften 1990 in Tasmanien ruderten Nicholas Green, Mike McKay, Samuel Patten und James Tomkins im Vierer ohne Steuermann und gewannen den Weltmeistertitel vor den Niederländern und dem Boot aus der DDR.
1992 trat Patten bei den Olympischen Spielen 1992 in Barcelona noch einmal im Achter an. Simon Spriggs, Peter Murphy, Wayne Diplock, Jaime Fernandez, Ben Dodwell, Samuel Patten, Boden Hanson, Robert Scott und Steuermann David Colvin belegten im Vorlauf den zweiten Platz hinter dem Boot aus den Vereinigten Staaten. Nach dem dritten Platz im Halbfinale erreichten die Australier im Finale den fünften Platz.